# Sojoez MS-14
Sojoez MS-14 was een vijftiendaagse, onbemande ruimtevlucht naar het Internationaal ruimtestation ISS. De vlucht werd gebruikt als testvlucht om de Sojoez-2-1A als draagraket voor de bemande Sojoezcapsule te certificeren. Deze uitvoering van de Sojoez-raket zou vanaf vlucht Sojoez MS-16 de Sojoez-FG vervangen. Ook was het de eerste vlucht met een vernieuwd ontsnappingssysteem.
De belangrijkste reden om de nieuwe combinatie van de Sojoez MS en de Sojoez 2-1A die los van elkaar al veelvuldig waren gebruikt te testen, was dat duidelijk moest worden of de boord-systemen van de capsule kunnen omgaan met het rolprogramma van de raket. Eerdere Sojoez-raketten hadden geen rolprogramma en er moest worden bewezen dat de capsule de lancering niet zou afbreken.
De Sojoezcapsule die op 22 augustus 2019 werd gelanceerd vloog in twee dagen naar het ISS. De eerste poging aan te koppelen werd afgebroken wegens een probleem van het volautomatische aankoppelstysteem van het ISS. Op 26 augustus werd een nieuwe poging ondernomen. Daarvoor werd Sojoez MS-13 handmatig verplaatst naar de defecte poort zodat MS-14 volautomatisch aan een werkende poort kan koppelen. Het was origineel de bedoeling dat de capsule tien dagen aangekoppeld blijft. Daar bleef men aan vasthouden. Drie dagen later dan vooraf gepland werd op 6 september de Sojoez afgekoppeld en terug naar aarde gestuurd
In een van de stoelen aan boord van Sojoez MS-14 zat een Russische humanoide robot genaamd Fjodor, die in het ISS moest leren menselijke bewegingen te imiteren.